# Myriophyllum isoetophilum
Myriophyllum isoetophilum är en slingeväxtart som beskrevs av Komarov. Myriophyllum isoetophilum ingår i släktet slingor, och familjen slingeväxter. Inga underarter finns listade i Catalogue of Life.